# كيندالفيل
كيندالفيل (إنديانا) (بالإنجليزية: Kendallville, Indiana)‏ هي مدينة تقع في الولايات المتحدة في مقاطعة نوبل (إنديانا). يقدر عدد سكانها بـ 9,862 نسمة ومساحتها 16.24 كم2 وترتفع عن سطح البحر 301 متر.

## التركيبة السكانية
قام مكتب تعداد الولايات المتحدة بتحديد بيانات التركيبة السكانية لكيندالفيلفي تعداد الولايات المتحدة. في ما يلي، التركيبة السكانية حسب تعدادي 2000 و2010.

### تعداد عام 2000
بلغ عدد سكان كيندالفيل 9,616 نسمة بحسب تعداد عام 2000، وبلغ عدد الأسر 3,873 أسرة وعدد العائلات 2,459 عائلة مقيمة في المدينة. في حين سجلت الكثافة السكانية 1,890.0 نسمة لكل ميل مربع (729.7/كم2). وبلغ عدد الوحدات السكنية 4,172 وحدة بمتوسط كثافة قدره 820.0 نسمة لكل ميل مربع (316.6/كم2).
وتوزع التركيب العرقي للمدينة بنسبة 96.66% من البيض و 0.16% من الأمريكيين الأصليين و 0.59% من الأمريكيين ذوي الأصول الآسيوية و 0.01% من سكان جزر المحيط الهادئ و 0.25% من الأمريكيين الأفارقة و 0.96% من عرقين مختلطين أو أكثر.
بلغ عدد الأسر 3,873 أسرة كانت نسبة 35.9% منها لديها أطفال تحت سن الثامنة عشر تعيش معهم، وبلغت نسبة الأزواج القاطنين مع بعضهم البعض 46.0% من أصل المجموع الكلي للأسر، ونسبة 13.3% من الأسر كان لديها معيلات من الإناث دون وجود شريك، وكانت نسبة 36.5% من غير العائلات. تألفت نسبة 31.5% من أصل جميع الأسر من أفراد ونسبة 12.7% كانوا يعيش معهم شخص وحيد يبلغ من العمر 65 عاماً فما فوق. وبلغ متوسط حجم الأسرة المعيشية 3.07، أما متوسط حجم العائلات فبلغ 2.44.
بلغ العمر الوسطي للسكان 32 عاماً. وكانت نسبة 28.0% من القاطنين تحت سن الثامنة عشر، وكانت نسبة 10.3% بين الثامنة عشر والأربعة وعشرون عاماً، ونسبة 30.1% كانت واقعةً في الفئة العمرية ما بين الخامسة والعشرون حتى والأربعة وأربعون عاماً، ونسبة 17.7% كانت ما بين الخامسة والأربعون حتى الرابعة والستون، ونسبة 13.8% كانت ضمن فئة الخامسة والستون عاماً فما فوق. يوجد لكل 100 أنثى 89.1 ذكر، ويوجد لكل 100 أنثى في الثامنة عشر من عمرها فما فوق 86.2 ذكر.
بلغ متوسط دخل الأسرة في المدينة 33,899 دولار، أما متوسط دخل العائلة فبلغ 42,341 دولار. وكان متوسط دخل الذكور 33,258 دولار مقابل 23,851 دولار للإناث. وسجل دخل الفرد الخاص بالمدينة 16,335 دولار. وكانت نسبة 7.9% من العائلات ونسبة 9.9% من السكان تحت خط الفقر، وكان من هؤلاء نسبة 10.7% تحت سن الثامنة عشر ونسبة 8.6% في الخامسة والستين من العمر وما فوق.

### تعداد عام 2010
بلغ عدد سكان كيندالفيل 9,862 نسمة بحسب تعداد عام 2010، وبلغ عدد الأسر 3,940 أسرة وعدد العائلات 2,483 عائلة مقيمة في المدينة. في حين سجلت الكثافة السكانية 1,630.1 نسمة لكل ميل مربع (629.4/كم2). وبلغ عدد الوحدات السكنية 4,382 وحدة بمتوسط كثافة قدره 724.3 لكل ميل مربع (279.7/كم2).
وتوزع التركيب العرقي للمدينة بنسبة 94.1% من البيض و 0.2% من الأمريكيين الأصليين و 0.5% من الأمريكيين ذوي الأصول الآسيوية و 0.5% من الأمريكيين الأفارقة و 1.8% من عرقين مختلطين أو أكثر.
بلغ عدد الأسر 3,940 أسرة كانت نسبة 36.1% منها لديها أطفال تحت سن الثامنة عشر تعيش معهم، وبلغت نسبة الأزواج القاطنين مع بعضهم البعض 42.2% من أصل المجموع الكلي للأسر، ونسبة 14.4% من الأسر كان لديها معيلات من الإناث دون وجود شريك، بينما كانت نسبة 6.4% من الأسر لديها معيلون من الذكور دون وجود شريكة وكانت نسبة 37.0% من غير العائلات. تألفت نسبة 31.1% من أصل جميع الأسر من أفراد ونسبة 11.9% كانوا يعيش معهم شخص وحيد يبلغ من العمر 65 عاماً فما فوق. وبلغ متوسط حجم الأسرة المعيشية 3.06، أما متوسط حجم العائلات فبلغ 2.46.
بلغ العمر الوسطي للسكان 34.6 عاماً. وكانت نسبة 27.4% من القاطنين تحت سن الثامنة عشر، وكانت نسبة 8.9% بين الثامنة عشر والأربعة وعشرون عاماً، ونسبة 27.3% كانت واقعةً في الفئة العمرية ما بين الخامسة والعشرون حتى والأربعة وأربعون عاماً، ونسبة 23.5% كانت ما بين الخامسة والأربعون حتى الرابعة والستون، ونسبة 12.9% كانت ضمن فئة الخامسة والستون عاماً فما فوق. وتوزع التركيب الجنسي للسكان بنسبة 48.2% ذكور و51.8% إناث.